# Université nationale de pédagogie de Chinju
L'Université nationale de pédagogie de Chinju (en hangul : 진주교육대학교) est une université nationale de Corée du Sud située à Jinju. Elle a la charge de la formation des futurs enseignants du primaire et du secondaire.